# Viaje interestelar

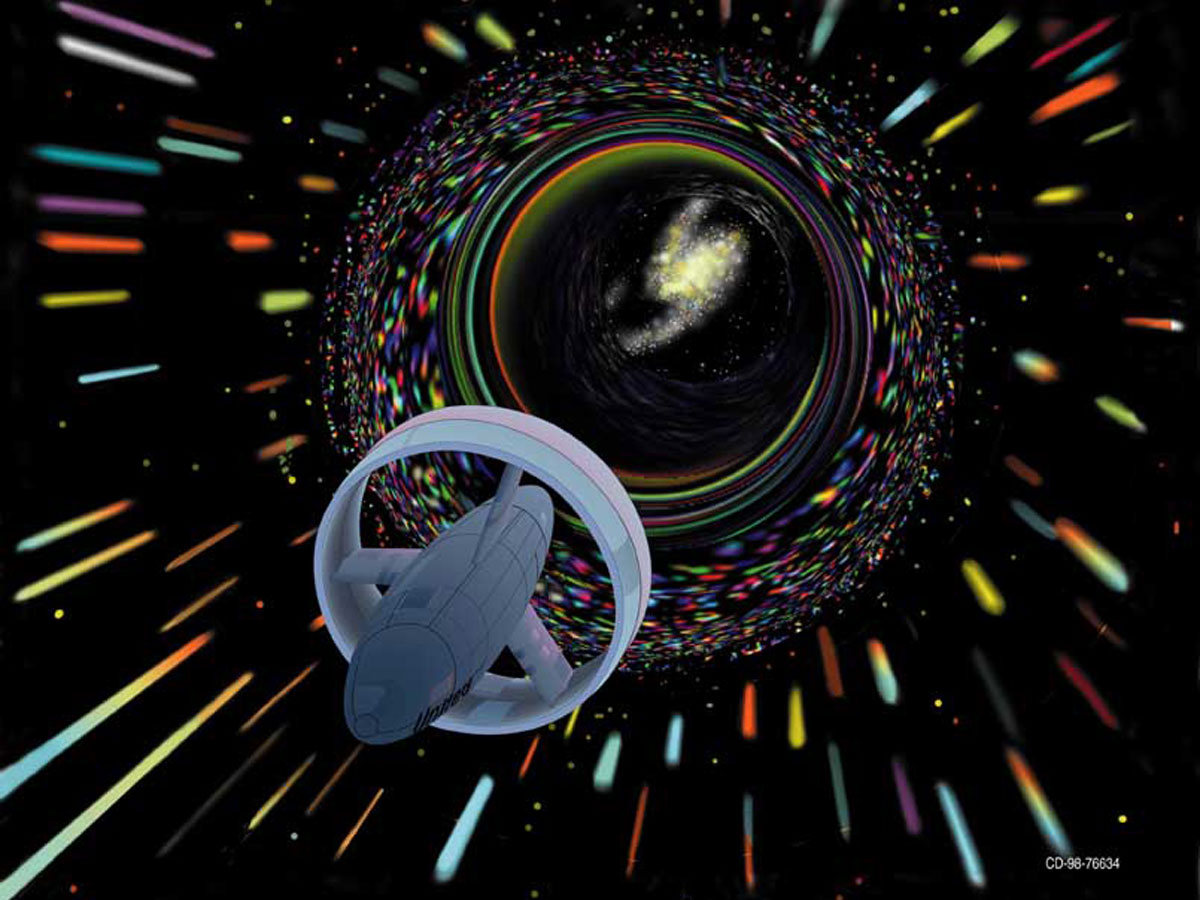
Impresión artística de una hipotética «Nave propulsada por inducción de agujero de gusano», basada indirectamente en un trabajo de 1994 de Miguel Alcubierre. Crédito: NASA CD-98-76634 por Les Bossinas.

Se llama viaje interestelar a un viaje tripulado o no tripulado entre estrellas. Este es un concepto básico dentro de la ciencia ficción, pero en la práctica, el viaje interestelar es mucho más difícil que el viaje interplanetario debido a que las distancias implicadas son enormemente mayores (del orden del año luz). Por la misma razón el viaje intergaláctico es aún más complicado.
La posibilidad del viaje interestelar ha sido debatida arduamente por varios científicos, autores de ciencia ficción y entusiastas. En este sentido, se han publicado muchos trabajos sobre conceptos relacionados. Dados un tiempo de viaje suficiente y un trabajo de ingeniería, son posibles tanto viajes no tripulados como viajes generacionales, aunque representan un considerable reto tanto tecnológico como económico difícil de alcanzar durante algún tiempo, en concreto para sondas tripuladas. La NASA ha estado investigando en estos temas durante varios años, y ha acumulado una serie de aproximaciones teóricas.

## Dificultades del viaje interestelar
La principal dificultad del viaje interestelar es la enorme distancia que ha de cubrirse y en consecuencia el tiempo que llevaría con los métodos de propulsión más realistas —de décadas a milenios—. Así, una nave interestelar estaría mucho más expuesta a los peligros que se encuentran en los viajes interplanetarios, tales como intenso vacío, radiación y micrometeoroides. El largo tiempo de viaje hace difícil diseñar misiones tripuladas, y la justificación económica de cualquier misión interestelar es casi imposible, ya que los beneficios que no son accesibles en un plazo de décadas —o mayor— tienen un valor actual cercano a cero.
Los viajes intergalácticos implicarían distancias miles o millones de veces mayores que los viajes interestelares, aumentando las dificultades en un factor similar.

### Distancias interestelares
Frecuentemente las distancias astronómicas se miden por el tiempo que emplea la luz en viajar entre dos puntos (véase año luz). La luz, en el vacío, viaja a 299.792,458 kilómetros por segundo. La distancia entre la Tierra y la Luna es de 1,3 segundos luz, que con la tecnología de propulsión espacial actual, supone un viaje de unos tres días de duración. La distancia entre la Tierra y otros planetas del sistema solar varía entre tres minutos luz y unas cuatro horas luz. Dependiendo del planeta y de su alineación con la Tierra, las naves espaciales no tripuladas emplean entre unos pocos meses y algo más de una década en realizar el viaje.

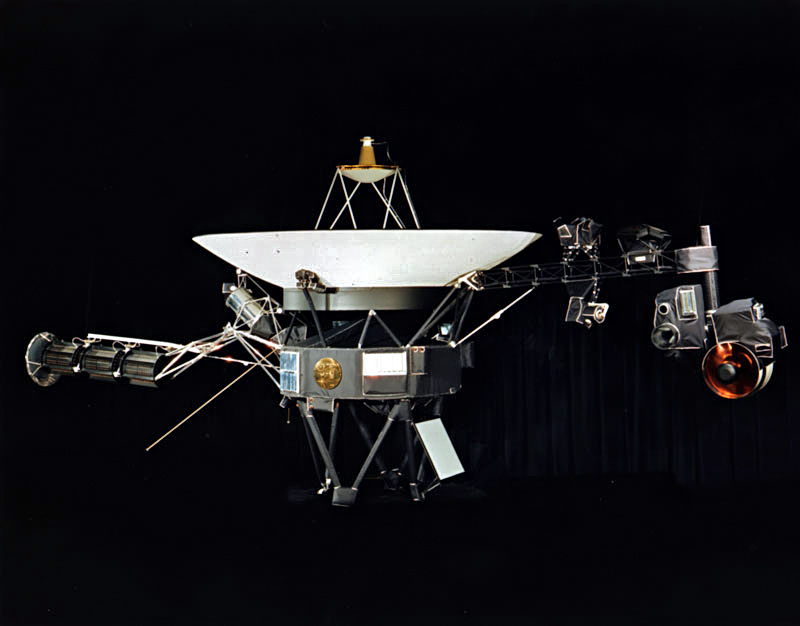
Sonda espacial Voyager 1.

La estrella más cercana al Sol es Próxima Centauri, una enana roja a 4,22 años luz de distancia (véase Lista de estrellas más cercanas). La nave espacial más rápida enviada hasta ahora hacia el exterior, Voyager 1, ha recorrido 1/600 de año luz en 30 años y viaja a 1/18000 de la velocidad de la luz (véase Anexo:Objetos creados por el hombre que más se han alejado de la Tierra). A esta velocidad, el viaje a Próxima Centauri duraría unos 72 000 años. Indudablemente, dicha misión no estaba programada específicamente para viajar rápidamente hacia las estrellas, y la tecnología actual es muy superior. El tiempo de viaje puede reducirse a unos pocos milenios, o incluso a un siglo o menos utilizando la propulsión nuclear de pulso —Proyecto Orión—.

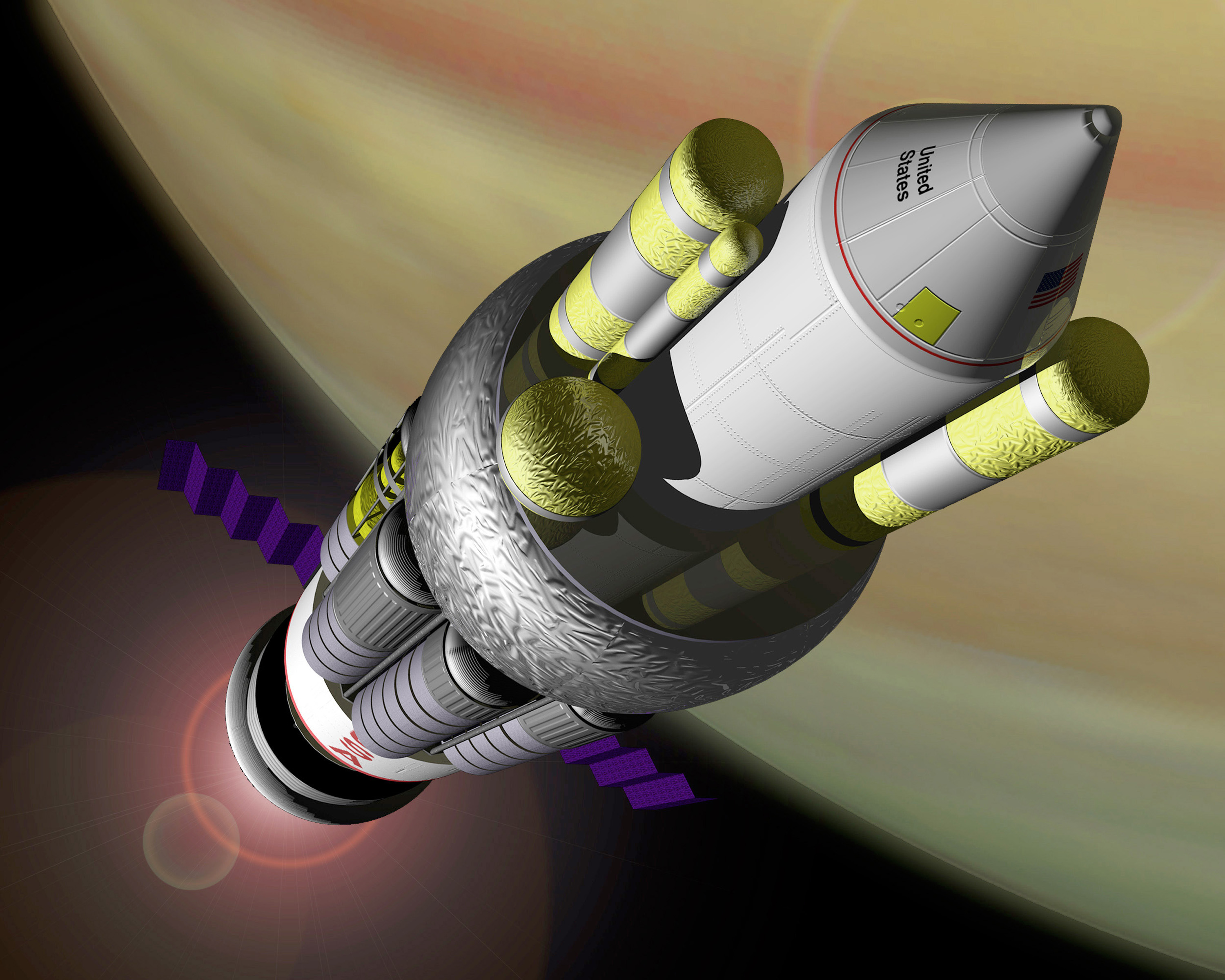
Concepción artística del Proyecto Orión de la NASA.

Sin embargo, no existe tecnología actual capaz de propulsar una nave con una velocidad tal que le permita alcanzar otra estrella en menos de 50 años. Las teorías actuales en física señalan que es imposible viajar más rápido que la luz —velocidad superlumínica—, y sugieren que de ser esto posible, podría también ser posible construir una máquina del tiempo con métodos similares.
Por otra parte, la teoría de la relatividad especial ofrece la posibilidad de acortar el tiempo de viaje aparente: si la nave se mueve a una velocidad próxima a la velocidad de la luz, la dilatación del tiempo relativista haría que el viaje pareciera mucho más corto para el viajero. Sin embargo, para la gente que permaneciera en la Tierra transcurrirían muchos años hasta que los viajeros volvieran de nuevo: los viajeros encontrarían que habría transcurrido mucho más tiempo en la Tierra que el que habrían empleado ellos en el viaje —este efecto se ilustra en la paradoja de los gemelos—.
La relatividad general ofrece la posibilidad teórica de los viajes superlumínicos sin violar las leyes fundamentales de la física por medio de agujeros de gusano, aunque todavía se debate si estos existen realmente. Los mecanismos propuestos para viajes más rápidos que la luz, dentro de la teoría de la relatividad general, requieren la existencia de materia extraña.

### Energía requerida
Un factor significativo que contribuye a la dificultad es la energía que debe ser proporcionada para obtener un tiempo de viaje razonable. El límite inferior para la energía requerida es la energía cinética expresada como K = ½ mv2 donde m es la masa final. Si la desaceleración a la llegada es deseada y no puede ser lograda por ningún otro medio que no sean los motores de la nave, entonces la energía requerida al menos debe duplicarse, debido a que la energía necesaria para detener a la nave es igual a la energía necesaria para acelerarla a la velocidad de crucero del viaje.
La velocidad para un viaje de ida y vuelta tripulado de unas pocas décadas para incluso la estrella más cercana es de varias miles de veces más grande que la usada para los actuales vehículos espaciales. Esto significa que debido al término de v2 en la fórmula de la energía cinética, se requiere millones de veces de la energía usada actualmente. Acelerar una tonelada a una décima parte de la velocidad de la luz requiere de al menos 450 PJ o 4,5 ×1017 J o 125 000 millones de kWh, esto sin incluir la eficiencia del mecanismo de propulsión. Esta energía tiene que ser generada a bordo usando combustible almacenado en la nave, recolectado del medio interestelar o proyectado a través de inmensas distancias.
Los requerimientos de energía hacen del viaje interestelar una tarea muy difícil. Se dijo en la Conferencia Conjunta de Propulsión del año 2008, por parte de múltiples expertos que era improbable que los humanos alguna vez exploraran más allá del sistema solar. Brice N. Cassenti, un profesor asociado del Departamento de Ingeniería y Ciencia del Rensselaer Polytechnic Institute (en castellano: Instituto Politécnico de Rensselaer), dijo que al menos se necesitaría toda la producción anual de energía de todo el planeta para enviar una sonda a la estrella más cercana.

### Medio interestelar
Un tema importante al viajar a velocidades extremadamente altas es que el polvo y el gas interestelar puede causar considerable daño a la nave, debido a las altas velocidades relativas y las grandes velocidades cinéticas involucradas. Se han propuesto varios métodos de protección para mitigar el problema.[cita requerida] Los objetos más grandes (tales como los granos de polvo macroscópicos) son de lejos los menos comunes, pero podrían ser mucho más destructivos.[cita requerida]
Virtualmente todo el material que podría ser un problema se encuentra en nuestro sistema solar en la zona del disco que contiene a los planetas, el cinturón de asteroides, la nube de Oort, los cometas, asteroides libres, macro y micro meteoroides, etc. de tal forma que cualquier dispositivo o proyectil debe ser enviado en una dirección opuesta a todo este material. Cuanto más grande sea el objeto enviado, mayor es la posibilidad de que choque con algo. Una opción es enviar algo muy pequeño donde la posibilidad de chocar con algo sea virtualmente inexistente en el vacío del espacio interplanetario  e interestelar.

### Tiempos de viaje
Se ha argumentado que una misión interestelar que no pueda ser completada en menos de 50 años no debería ser ni siquiera iniciada. En vez, asumiendo que una civilización está aún en una curva incremental del desarrollo de la velocidad de propulsión, no habiendo alcanzado el límite teórico, los recursos deberían ser invertidos en diseñar un mejor sistema de propulsión. Este debido a que una nave espacial lenta probablemente sería alcanzada y dejada atrás por otra misión enviada más tarde y que esté usando un sistema de propulsión más avanzado (Postulado de Obsolescencia Incesante). Por otro parte, Andrew Kennedy ha demostrado que si uno calcula el tiempo de viaje a un destino determinado como la tasa de la velocidad de viaje derivada del incremento creciente (incluso del crecimiento exponencial), existe un claro mínimo en el tiempo total a ese destino desde el ahora (ver cálculo de espera). Los viajes emprendidos antes del mínimo serán adelantados por aquellos que emprenden el viaje en el mínimo, mientras que aquellos que emprenden el viaje después del mínimo nunca serán capaces de alcanzar a aquellos que partieron en el tiempo mínimo.
Un argumento contra la posición de retrasar una partida hasta tener un sistema de propulsión más rápido es que varios otros problemas no técnicos que son específicos a los viajes de largas distancias a velocidades considerables (tales como el impacto de las partículas interestelares, posible dramático acortamiento de la esperanza de vida humana promedio por la permanencia extendida en el espacio, etc.) pueden seguir siendo un obstáculo que puede tomar mucho más tiempo en ser resueltos que únicamente el tema de la propulsión, asumiendo que ellos incluso puedan ser resueltos en algún momento. Por lo tanto, se puede plantear que al iniciar una misión sin retraso, basado en el concepto de una factible y específica —aunque relativamente lenta— misión interestelar usando la actual tecnología de punta y a un costo relativamente bajo, más que apostar en ser capaces de resolver todos los problemas asociados a misiones más rápidas sin tener una estimación confiable del tiempo requerido para lograr aquello.
El tiempo de viaje podría ser reducido a un milenio usando velas solares o a un siglo o menos usando propulsión nuclear de pulso.
Una nave interestelar podría enfrentar muchos peligros en un viaje interplanetario, incluyendo el vacío, la radiación, la ingravidez y los micrometeoroides. Incluso el mínimo tiempo de viaje de varios años a las estrellas más cercanas están más allá de la actual experiencia de diseño de viajes espaciales tripulados. Los límites fundamentales del espacio-tiempo presentan otro desafío. Las distancias entre las estrellas no son un problema en y por sí mismas.
Sin embargo, aproximaciones más especulativas al viaje interestelar ofrecen la posibilidad de evitar estas dificultades. La teoría de la relatividad especial ofrece la posibilidad de acortar el tiempo de viaje: si una nave espacial con motores lo suficientemente avanzados pudiera alcanzar velocidades que se acerquen a la velocidad de la luz, la dilatación del tiempo relativista haría que el viaje apareciera mucho más corto para el viajero. Sin embargo, aun transcurrirían muchos años para las personas que permanecieran en la Tierra y al regreso a la Tierra, los viajeros se encontrarían que mucho más tiempo habría transcurrido en la Tierra que para ellos (para una explicación más detallada sobre este efecto ver la paradoja de los gemelos).
La teoría de la relatividad general ofrece la posibilidad teórica del viaje más rápido que la velocidad de la luz sin violar las leyes fundamentales de la física, por ejemplo, usando agujeros de gusano, aunque esto aún es debatido si esto es posible, en parte, debido a inquietudes respecto a la causalidad. Los mecanismos propuestos para el viaje más rápido que la velocidad de la luz dentro de la teoría de la relatividad general requieren la existencia de la materia exótica.

### Misiones tripuladas
La masa de cualquier nave capaz de transportar seres humanos sería inevitablemente varios órdenes de magnitud mayor que la necesaria para una sonda interestelar no tripulada. Como ejemplo, la primera sonda espacial, Luna 1, tenía una masa en órbita sin combustible de 361 kg, mientras que la primera nave que transportaba un pasajero vivo, la perra Laika en el Sputnik 2, tenía una carga 20 veces mayor. En el caso de misiones interestelares la diferencia entre ambos tipos de nave es mucho mayor, ya que debido a la gran extensión de tiempo implicada es necesario un sistema de soporte de vida.

## Métodos propuestos para viajes interestelares
Si una nave espacial pudiera viajar a una velocidad media del 10 % de la velocidad de la luz, ello sería suficiente para alcanzar Próxima Centauri en cuarenta años. Hay varios sistemas de propulsión capaces de conseguir esto, si bien ninguno de ellos es razonablemente económico.

### Conceptos a través de cohetes

#### Propulsión nuclear de pulso
Desde la década de 1960 es técnicamente posible construir naves espaciales con propulsión nuclear de pulso, esto es, naves conducidas por una serie de explosiones nucleares. Este sistema de propulsión conlleva la posibilidad de un impulso específico muy alto —el equivalente en los viajes espaciales a la economía de combustible— y una alta velocidad, por lo que alcanzar la estrella más cercana sería una cuestión de décadas y no de siglos. Los costes operativos y de construcción por unidad de masa en órbita —sin combustible— serían similares a los de las naves que utilizan cohetes químicos.
Existen al menos dos proyectos de naves espaciales que utilizan propulsión nuclear de pulso, el Proyecto Orión y el Proyecto Longshot. Mediante el uso de bombas nucleares en miniatura como combustible, Orión debería alcanzar un 7 % de la velocidad de la luz. Es una de las pocas propuestas de una nave interestelar que puede ser construida enteramente con tecnología actual.

#### Cohetes de fusión
Naves espaciales de cohetes de fusión, utilizando previsibles reactores de fusión, deberían poder alcanzar un 10 % de la velocidad de la luz. Como combustible usarían deuterio. Una propuesta para una nave de este tipo es el Proyecto Daedalus.
El problema de todos los métodos de propulsión tradicionales es que la nave espacial tiene que llevar el combustible con ella, haciéndola bastante pesada. Los tres métodos siguientes intentan resolver este problema.

#### Cohetes de antimateria
Un cohete de antimateria tendría una densidad de energía e impulso específico mucho mayor que cualquier otro tipo propuesto de cohete. Si se encuentran recursos energéticos y métodos eficientes de producción para crear antimateria en la cantidad requerida, teóricamente podrían alcanzarse velocidades próximas a la de la luz, donde la dilatación del tiempo acortaría de forma considerable el tiempo de travesía para los viajeros.

### Conceptos sin cohetes

#### Ramjets interestelares

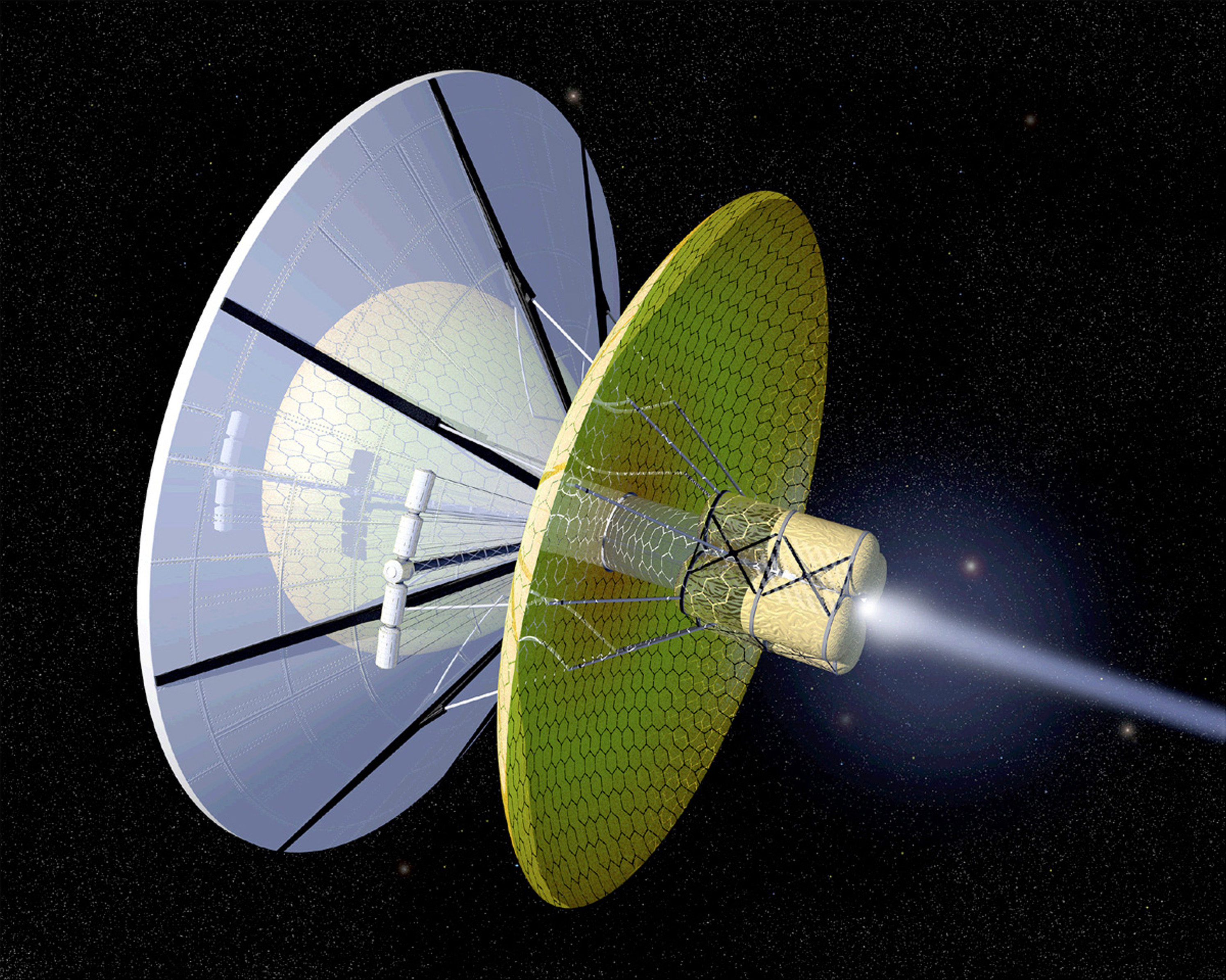
Ilustración artística de un colector Bussard.

En 1960 Robert W. Bussard propuso el estatorreactor Bussard, un cohete de fusión en donde un gigantesco colector recogería el hidrógeno difuso del espacio interestelar, lo quemaría durante el vuelo mediante una reacción de fusión protón-protón, y expulsaría los residuos hacia atrás. Aunque cálculos posteriores con estimadas más precisas sugieren que el impulso generado sería menor que la resistencia ocasionada por cualquier tipo de colector, la idea es atractiva porque dado que el combustible se recoge en ruta, teóricamente la nave podría acelerar hasta cerca de la velocidad de la luz.

#### Propulsión con haces de luz

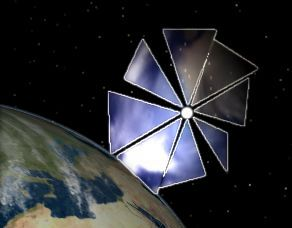
Imagen artística de la Cosmos 1, proyecto de vela solar.

Velas solares impulsadas por láseres masivos situados en tierra podrían, potencialmente, alcanzar incluso velocidades mayores, ya que no necesitan masa de reacción y por tanto no necesitan acelerar dicha masa ni la propia nave. En teoría una vela solar conducida por un láser u otro rayo desde la Tierra puede usarse para desacelerar una nave espacial aproximándose desde una estrella distante o planeta, mediante el desprendimiento de parte de la vela y utilizándola para enfocar el rayo en la superficie frontal del resto de la vela.
La propulsión mediante un rayo láser parece ser hoy la mejor técnica para los viajes interestelares, ya que usa una física conocida y una tecnología también conocida que ha sido desarrollada para otros fines.
La tabla siguiente enumera algunos conceptos ejemplo usando láser de propulsión de vigas como se propone por el físico Robert L. Forward:
| Misión                                                                                               | Potencia del láser | Masa del vehículo | Aceleración | Diámetro de la vela | Velocidad máxima (% de la velocidad de la luz) |
| --- | ------------------ | ----------------- | ----------- | ------------------- | ---------------------------------------------- |
| 1. Sobrevuelo – Alfa Centauri, 40 años                                                               |                    |                   |             |                     |                                                |
| Etapa saliente                                                                                       | 65 GW              | 1 t               | 0,036 g     | 3,6 km              | 11% @ 0,17 al                                  |
| 2. Rendezvous – Alfa Centauri, 41 años                                                               |                    |                   |             |                     |                                                |
| Etapa saliente                                                                                       | 7.200 GW           | 785 t             | 0,005 g     | 100 km              | 21% @ 4,29 al                                  |
| Etapa de desaceleración                                                                              | 26.000 GW          | 71 t              | 0,2 g       | 30 km               | 21% @ 4,29 al                                  |
| 3. Tripulados – Épsilon Eridani, 51 años (incluyendo 5 años de exploración del sistema de estrellas) |                    |                   |             |                     |                                                |
| Etapa saliente                                                                                       | 75.000.000 GW      | 78.500 t          | 0,3 g       | 1000 km             | 50% @ 0,4 al                                   |
| Etapa de desaceleración                                                                              | 21.500.000 GW      | 7.850 t           | 0,3 g       | 320 km              | 50% @ 10,4 al                                  |
| Etapa de retorno                                                                                     | 710.000 GW         | 785 t             | 0,3 g       | 100 km              | 50% @ 10,4 al                                  |
| Etapa de desaceleración                                                                              | 60.000 GW          | 785 t             | 0,3 g       | 100 km              | 50% @ 0,4 al                                   |

##### Catálogo de viajes interestelares que utilizan asistencias fotogravitacionales para una parada completa.
| Nombre          | Tiempo de viaje (años) | Distancia (al) | Luminosidad (L☉) |
| --------------- | ---------------------- | -------------- | ---------------- |
| Sirius A        | 68,90                  | 8,58           | 24,20            |
| α Centauri A    | 101,25                 | 4,36           | 1,52             |
| α Centauri B    | 147,58                 | 4,36           | 0,50             |
| Procyon A       | 154,06                 | 11,44          | 6,94             |
| Vega            | 167,39                 | 25,02          | 50,05            |
| Altair          | 176,67                 | 16,69          | 10,70            |
| Fomalhaut A     | 221,33                 | 25,13          | 16,67            |
| Denebola        | 325,56                 | 35,78          | 14,66            |
| Castor A        | 341,35                 | 50,98          | 49,85            |
| Épsilon Eridani | 363,35                 | 10,50          | 0,50             |

- Asistencias sucesivas en α Centauri A y B podrían permitir tiempos de viaje de 75 años a las dos estrellas.
- La vela luz tiene una relación nominal de masa a la superficie (σnom) de 8,6×10−4 gramos m−2 para una vela nominal de clase de grafeno.
- Área de la vela de luz, alrededor de 105 m² = (316 m)2.
- Velocidad de hasta 37.300 km s−1 (12,5% c).

. Ref:

## Métodos más especulativos
Entre los métodos más especulativos cabe distinguir, por una parte, aquellos en los que no se sobrepasa la velocidad de la luz y, por otra parte, aquellos en los que la velocidad de la luz no constituye un límite infranqueable (viajes superlumínicos).

### Viajes a la velocidad de la luz

#### Viajes interestelares por transmisión
Si entidades físicas pueden ser transmitidas como información y reconstruidas en destino, el viaje exactamente a la velocidad de la luz podría ser posible. Dentro de la relatividad general la información no puede viajar más rápido que la luz. El incremento de velocidad cuando se compara con los viajes a velocidades próximas a la de la luz podría parecer mínima para observadores desde fuera, pero para los viajeros el viaje sería instantáneo.
Codificar, enviar y luego reconstruir una descripción átomo a átomo de -por ejemplo- un cuerpo humano puede resultar desalentador, pero puede ser suficiente para enviar software, que para propósitos prácticos, reproduce la función neuronal de una persona. Presumiblemente el receptor o reconstructor de estas transmisiones debe ser enviado al destino por métodos más convencionales.

### Viajes superlumínicos
Se han postulado varias maneras de sobrepasar la velocidad de la luz. Incluso los de carácter más serio son enormemente especulativos.

#### Curvatura del espaciotiempo
En la teoría de la relatividad general, el espaciotiempo está curvado de acuerdo a la ecuación de Einstein:
{\displaystyle G_{\mu \nu }=8\pi \,GT_{\mu \nu }}
La relatividad general puede permitir que un objeto viaje más rápido que la luz en el espaciotiempo curvo. Se puede imaginar como, aprovechando la curvatura, tomar un "atajo" de un punto a otro. Esta es una forma del concepto de Warp o propulsión de curvatura.
Los motores Warp son utilizados en la ciencia ficción pero su viabilidad real todavía no se ha rechazado. El motor Warp permitiría viajar a velocidades superlumínicas sin violar la teoría de la relatividad, pues la nave en sí misma no viajaría a velocidades superiores a la de la luz, sino que sería el propio tejido espaciotemporal el que se deformaría, arrastrando a la nave consigo.
En teoría, no hay impedimentos físicos que impidan viajar a una velocidad arbitrariamente alta.
El principal problema de este método (además de su complejidad tecnológica, que impide plantearlo en un horizonte cercano), es el extraordinario consumo de energía que exigiría: se ha calculado que para trasladar una nave de 1000 m³ a velocidades superlumínicas, habría que consumir la energía equivalente a la materia contenida en el planeta Júpiter.
En física, la métrica de Alcubierre está basada en el argumento de que la curvatura puede tomar la forma de una onda en la cual la nave puede ser transportada como en una "burbuja". El espacio puede estar colapsándose en un extremo de la burbuja y expandiéndose en el otro extremo. El movimiento de la onda podría transportar una nave espacial desde un punto a otro del espacio en menos tiempo que el que emplearía la luz al viajar a través del espacio no-curvo. Este concepto requeriría que la nave incorporase una región de materia exótica. Como un hipotético medio de transporte interestelar, la idea ha sido criticada.

#### Agujeros de gusano
Los agujeros de gusano son distorsiones hipotéticas del espaciotiempo que teóricamente podrían conectar dos puntos arbitrarios en el universo, a través de un puente de Einstein-Rosen. Se desconoce si los agujeros de gusano son posibles en la práctica. Aunque hay soluciones de la ecuación de Einstein de la relatividad general que tienen en cuenta agujeros de gusano, todas las soluciones actualmente conocidas implican alguna asunción, como por ejemplo la existencia de masa negativa, que puede estar fuera de la física. Sin embargo, Cramer et al. sostienen que dichos agujeros de gusano podrían haber sido creados en el universo temprano, estabilizados por la cuerda cósmica.

## Métodos para misiones tripuladas lentas
Viajes interestelares lentos, como el Proyecto Longshot, generalmente usan tecnologías de propulsión de naves espaciales del futuro cercano. Por consiguiente, los viajes son muy largos, con una duración que va desde unos cien años hasta miles de años. Los viajes tripulados podrían ser viajes de ida para establecer colonias. La duración de tal viaje presentaría un obstáculo enorme en sí mismo. Para salvar este obstáculo se han propuesto distintas soluciones:

### Naves generacionales
Una nave generacional es un tipo de arca interestelar en el cual los viajeros viven normalmente -no en animación suspendida- y la tripulación que llega a destino está formada por los descendientes de aquellos que iniciaron el viaje.
Las naves generacionales no son factibles actualmente, debido tanto a la escala enorme de la nave como a la difícil construcción de un hábitat autónomo tan sellado. Los ecosistemas cerrados artificiales, inclusive Biosfera 2, han sido construidos en una tentativa de resolver las dificultades de ingeniería planteadas en estos sistemas, con resultados varios.
Las naves generacionales también tendrían que solucionar problemas biológicos y sociales importantes. Las estimaciones de la población viable mínima varían; en torno a 180 es el número más bajo, pero una población tan pequeña sería vulnerable a la deriva genética, que podría reducir el acervo genético debajo de un nivel seguro. Una nave generacional en ficción típicamente toma miles de años para alcanzar su destino, un lapso de tiempo más largo que la duración de la mayoría de las civilizaciones humanas. De ahí deriva el riesgo de que la cultura que llega al destino pueda ser incapaz de hacer lo que es necesario. En el peor de los casos puede haberse caído en el barbarie. Asimismo es posible que los propios viajeros puedan olvidarse de que ellos están en una nave generacional.

### Animación suspendida
Se han postulado varias técnicas para la animación suspendida. Estas incluyen la hibernación humana y la preservación criónica. Aunque actualmente ninguna es práctica, ofrecen la posibilidad de naves dormitorio en las cuales los viajeros permanecen inertes en los largos años de viaje.

### Ampliación de la vida humana
Una variante de esta posibilidad está basada en el desarrollo de la extensión sustancial de la vida humana, como la estrategia de Senectud Insignificante Manipulada del doctor Aubrey de Grey. Si las vidas de los tripulantes de la nave fueran de algunos miles de años, podrían cruzar distancias interestelares sin la necesidad de ser sustituidos por generaciones posteriores. Los efectos psicológicos de un viaje de tal duración podría suponer un problema.

### Embriones congelados
Otra posibilidad teórica es una misión espacial robótica llevando un cierto número de embriones humanos congelados de una etapa temprana. Este método de la colonización espacial requiere, entre otras cosas, el desarrollo de un método de reproducir las condiciones de un útero, el descubrimiento previo de un planeta terrestre habitable, y avances en el campo de robots móviles totalmente autónomos.

## Ciencia ficción
El viaje interestelar es un tema común o subgénero en la ciencia ficción. Las historias de este tipo describen un entorno futurista en el que la humanidad ha descubierto cómo viajar a las estrellas. Usualmente utilizan una ciencia ficticia, la del hiperespacio. El hiperespacio se encuentra más allá del universo y a la vez inunda todo el espacio. Desde cualquier punto del universo se puede acceder a él. Es un concepto que data desde la Edad de Oro de la Ciencia Ficción estadounidense. De esta forma, los personajes pueden evadir la ley relativista de que no se puede viajar más rápido que la luz; como el hiperespacio está conectado con todo el espacio-tiempo, el viaje a través de él normalmente no toma tiempo.
Aparte del hiperespacio, las novelas de este tipo agregan que las naves espaciales cuentan con motores de antimateria, nucleares, solares o de algún nuevo tipo de tecnología. Actualmente hay un concepto similar que es el de los agujeros de gusano; este sí es un tema científico, estudiado por Kip Thorne, por ejemplo. Sin embargo, no ha sido utilizado en muchas obras de ficción, a excepción de la novela Contacto, de Carl Sagan, y las series de televisión Star Trek: Deep Space 9 y Stargate SG1.
Son muchas las obras que tratan este tema. Como ejemplos podemos encontrar la serie Fundación de Isaac Asimov que es un clásico en el género. Consta de 6 libros que cuentan la historia de la caída del Imperio Galáctico en el lejano futuro. La humanidad ha colonizado la galaxia y ha olvidado su planeta de origen, la Tierra. Hari Seldon descubre, por medios matemáticos, que el Imperio está al borde de la destrucción. Inventa la ciencia de la psicohistoria, por medio de la cual puede hacer predicciones fiables en lapsos de miles de años. Esta ciencia se asemeja a la física de los gases ideales y la termodinámica, en el que las partículas individuales actúan como un conjunto, un sistema. Por lo tanto, en la psicohistoria, los cambios que una persona pueda ocasionar son irrelevantes. Esta ciencia exige volúmenes gigantescos de población; por esa razón puede ser aplicada en esa época, en que la población es de centenares de miles de millones, desperdigada por toda la galaxia.
Star Wars es otro ejemplo de este género; sin embargo, esta novela también es clasificada como space opera. Esta novela fue llevada al cine por su creador, George Lucas, quien hizo 6 películas sobre estas aventuras. La ciencia ficción utilizada en esta obra es considerada ciencia ficción blanda —soft SF— por el uso de múltiples elementos fantásticos.
Un ejemplo también llamativo dentro de la ciencia ficción es el de Dune, de Frank Herbert. En esta novela se describe la posibilidad de "doblar" el espacio. Esta teoría se basa en la curvatura del espacio-tiempo. Sin embargo, en lugar de reducir la distancia recorrida en unos cuantos años-luz, lo que se crea es una especie de nexo entre dos puntos del espacio que permiten recorrer esa distancia en apenas unos segundos. Se podría considerar un híbrido entre las teorías de la curvatura del espacio-tiempo, la de los agujeros de gusano y la del hiperespacio.
Otro ejemplo bastante original es el expuesto en la saga Mass Effect en el que la galaxia está conectada por un sistema de relés que reduce la masa de las naves interestelares a cero permitiendo así el viaje superlumínico.
La situación producida por naves con tecnología de propulsión más avanzada que adelantan a otras más lentas ha sido dramatizado en diversas obras de ciencia ficción, tales como La balada de Beta-2 de Samuel R. Delany, Crisálida de Eduardo Gallego y Guillem Sánchez i Gómez, y Retorno a HD 164922 de Jorge Guerrero de la Torre.